# 島そうめん
島そうめん（しまそうめん）は、徳島県牟岐町出羽島の郷土料理。
出羽島で獲れたレンコダイの煮付けを作った際の煮汁をめんつゆに使用するのが特徴である。獲れた魚を無駄なく利用するための工夫から産まれた料理であると考えられている。
レンコダイの煮付けは、祭りや婚礼、祝い事や宴会に欠かせない料理であるが、その際に煮付けとともに供される。
発祥がいつごろかははっきりしないが、遅くとも第二次世界大戦前には日常的に食されていた。素麺を更に盛り付け、長ネギ、カマボコ、錦糸卵で飾り付ける。煮汁を使用しためんつゆを入れた容器は、素麺を盛り付けた皿の中心に置く。レンコダイの煮付けも別の容器で供される。
2021年度に100年フードとして認定された。